# Julia Ann Upton
Julia Ann Upton RSM (* 15. September 1946 in New York City) ist eine US-amerikanische katholische Theologin.

## Leben
Sie erwarb 1967 am Ohio Dominican College den B.A. in Englisch, 1973 an der St. John’s University den M.A. in Englisch, 1975 an der St. John’s University den M.A. in Theologie (Sacramental incorporation. A study of the new rite of Christian initiation of adults) und 1981 an der Fordham University den Ph.D. in Theologie (The rite of christian initiation of adults: Parallels in ecclesiology and initiation). Sie lehrte seit 1992 als Professorin am Department of Theology and Religious Studies der St. John’s University.

## Schriften (Auswahl)
- Journey into mystery. A companion to the R.C.I.A. New York 1986, ISBN 0-8091-2756-3.
- A church for the next generation. Sacraments in transition. Collegeville 1990.
- Becoming a Catholic Christian. A pilgrim’s guide to the Rite of Christian initiation of adults. Washington, DC 1993, ISBN 1569290032.
- A time for embracing. Reclaiming reconciliation. Collegeville 1999, ISBN 0-8146-2373-5.